# Pentathlon moderne aux Jeux olympiques d'été de 1956
Navigation
Helsinki 1952 Rome 1960
Cette page présente les résultats des épreuves de pentathlon moderne aux Jeux olympiques d'été de 1956.

## Tableau des médailles pour le Pentathlon moderne
| Rang | Pays             | Médaille d'or | Médaille d'argent | Médaille de bronze | Total |
| ---- | ---------------- | ------------- | ----------------- | ------------------ | ----- |
| 1    | Union soviétique | 1             | 0                 | 0                  | 1     |
| 1    | Suède            | 1             | 0                 | 0                  | 1     |
| 3    | Finlande         | 0             | 1                 | 2                  | 3     |
| 4    | États-Unis       | 0             | 1                 | 0                  | 1     |

## Individuel hommes
| Médaille | Noms           | Pays     |
| -------- | -------------- | -------- |
| or       | Lars Hall      | Suède    |
| argent   | Olavi Mannonen | Finlande |
| bronze   | Väinö Korhonen | Finlande |

## Par équipes hommes
| Médaille | Pays             | Noms                                         |
| -------- | ---------------- | -------------------------------------------- |
| or       | Union soviétique | Igor Novikov Ivan Deryugin Aleksandr Tarasov |
| argent   | États-Unis       | William Andre Jack Daniels George Lambert    |
| bronze   | Finlande         | Olavi Mannonen Väinö Korhonen Berndt Katter  |